# Trehörningen (Fredrika socken, Lappland, 709944-161888)
Trehörningen är en sjö i Åsele kommun i Lappland och ingår i Gideälvens huvudavrinningsområde.